# Mollitrichosiphum shinjii
Mollitrichosiphum shinjii är en insektsart som beskrevs av Raychaudhuri, D.N., M.R. Ghosh, Banerjee och A.K. Gh. Mollitrichosiphum shinjii ingår i släktet Mollitrichosiphum och familjen långrörsbladlöss. Inga underarter finns listade i Catalogue of Life.